# كمال دسوقي
كمال دسوقي (1923 - 2007) هو عالم نفس وكاتب مصري، وأستاذ علم النفس بكلية الآداب جامعة القاهرة.

## حياته ونشأته
ولد الدكتور كمال محمد دسوقي بإحدى قرى مركز قويسنا بمحافظة المنوفية عام 1923م. حصل على ليسانس الآداب الممتازة في الفلسفة من كلية الآداب جامعة القاهرة، وحصل على دكتوراه الفلسفة في علمي النفس التربوي والعقابي من كلية الآداب جامعة القاهرة.

## مسيرته
عمل مدرسًا لعلم النفس بكلية الآداب جامعة القاهرة، فرع الخرطوم 1958م ثم تدرج في الوظائف الجامعية بالكلية نفسها أستاذًا مساعدًا 1965م، فأستاذًا 1970م، فرئيسًا لقسم الاجتماع وعلم النفس 1976م. عاد إلى مصر فعين أستاذًا ورئيس قسمي علم النفس والصحة النفسية بجامعة الزقازيق 1976م. وفي عام 1981م عين عميدًا لكلية التربية بجامعة الزقازيق، ثم نائبًا لرئيس الجامعة لشؤون التعليم والطلاب. وفي عام 1990م عين رئيسًا لقسم العلوم الاجتماعية بالمركز العربي للدراسات الأمنية والتدريب، بالرياض- المملكة العربية السعودية. وهو الآن أستاذ غير متفرغ.

## عضويات
عضو جمعية إدارة الأعمال بلندن 1962م. عضو اتحاد إدارة الأعمال الأمريكي 1963م. عضو معهد علوم الإدارة الدولي بجنيف 1963م. عضو معهد دراسات العمل الدولي بجنيف 1963م. عضو معهد العلاقات الصناعة الدولي بجنيف 1965م. عضو الاتحاد العالمي للصحة النفسية 1969م. عضو الجماعة العربية الأوربية للبحوث الاجتماعية 1973م. عضو جمعية التربية المقارنة الدولية 1977م.

## مؤلفاته
وللدكتور كمال محمد دسوقي مؤلفات عديدة في علم النفس والاجتماع من أهمها:

### كتب
سيكولوجية إدارة الأعمال، مكتبة الأنجلو المصرية 1960م. (طبعة ثانية). سلوكيات كفاية الإنتاج، (مطبعة جامعة الزقازيق) 1982م. علم النفس العقابي، دار المعارف بمصر 1961م. سيكولوجية الإدارة العامة، مكتبة الأنجلو المصرية 1961م. اختيار الأفراد (علم النفس الصناعي، جزء أول)، مكتبة الأنجلو المصرية 1962م. دينامية الجماعة في الاجتماع وعلم النفس الاجتماعي، مكتبة الأنجلو المصرية 1969م. الاجتماع ودراسة المجتمع، مكتبة الأنجلو المصرية 1971م. علم النفس ودراسة التوافق، دار النهضة العربية، بيروت 1973م. دراسات في المجتمع السوداني، جامعة القاهرة ودار الفكر العربي 1973م. الطب النفسي والعقلي، جزء 1 – علم الأمراض النفسية، النهضة العربية بيروت 1974م. التعليم والتعلم، مكتبة الأنجلو المصرية 1976م. إدراك الكلي عند الطفل، مكتبه الأنجلو المصرية 1978م. النمو التربوي للطفل والمراهق، دار النهضة العربية، بيروت 1979م. ولعل أهم إنجازاته الرائدة إصداره موسوعة "ذخيرة: تعريفات مصطلحات وأعلام علوم النفس (سيكوفيزيقا، سيكوبيولوجيا، قياسات عقلية، تحليل نفسي، طب عقلي، صيدلة نفسية)، وهي تتضمن خمسة وعشرين ألف مصطلح (مع ما يقابلها بالإنجليزية والفرنسية والألمانية)، مع الأصول اليونانية واللاتينية، صدرت في مجلدين عن مؤسسة الأهرام 1988- 1990م.

### ترجمة
وللدكتور كمال دسوقي باع طويل في الترجمة من الإنجليزية والفرنسية، ومن مترجماته:
مدارس علم النفس المعاصرة لروبرت ودورث، دار المعارف بمصر 1948م، طبعة رقم 2 بيروت. تاريخ الجيوش، تأليف جورج كاستلان ومراجعة د. عبد الرحمن زكي – الألف كتاب. ديدور – تأليف أندريه كريسون، مراجعة الدكتور يوسف مراد، الإدارة العامة للثقافة، قسم الترجمة. التشريط والتعلم الحركي – الفصل الثاني من كتاب مناهج علم النفس لأندروز، إشراف الدكتور يوسف مراد، دار المعارف بمصر. دراسة سلوك الحيوان – الفصل الثاني من كتاب مناهج علم النفس لأندروز – المجلد الأول. علم النفس الإداري، تأليف ليفيت – مكتبة الثورة الإدارية، دار الفكر العربي 1964م. وظائف الرؤساء، تأليف تشستر بارنارد، مكتبة الثورة الإدارية – دار الفكر العربي. قدماء المصريين والإغريق - بحث في العلاقات بين الشعبين من أقدم الأزمنة إلى نهاية الدولة الحديثة - شارك معه محمد علي كمال، ومراجعة محمد صقر – دار النهضة العربية.

### أبحاث
وللدكتور كمال دسوقي بحوث رائدة في الفلسفة وفي علم النفس والإدارة، ولعل أهمها البحوث الضافية التي أجراها على المجتمع السوداني:
قصيدة النفس لابن سينا: رد على الأب اليسوعي فيمير – نشر بمجلة الأديب اللبنانية، نوفمبر 1945م. وليم مكدوجل: بحث منشور في مجلة علم النفس المصرية (للدكتور يوسف مراد والدكتور مصطفى زيور) عدد 2 مجلد 3 أكتوبر 1947م – دار المعارف. فيدون: تحليل للمحاورة السقراطية – منشور بمجلة الرسالة، العددان 759، 760 بتاريخ 19و26 يناير 1948م. الحرية: تحليل لكتاب جون استيوارت مل، بمجلة الرسالة، الأعداد 760، 762، 763. في الوجود وعلله: تحليل لبعض فصول الإلهيات لابن سينا – نشر بمجلة الرسالة – العددان 764، 765- 1948م. التنويم والتحليل: بحث لظاهرة التنويم في الطب والعلم، تواريخ التحليل النفسي– مجلة علم النفس المصري، دار المعارف بمصر، عدد 2 مجلد 4- أكتوبر 1948م. النفس عند ابن سينا: بحث نشر في خمس مقالات مسلسلة – مجلة الرسالة – الأعداد من 810 إلى 814 – 1949م. كيف يدعمون الصناعة بعلم النفس؟ مجلة علم النفس المصرية – العدد الثالث من المجلد الرابع- فبراير 1949م. مشكلات الفلسفة، مجلة الرسالة- العدد 815 - 1949م. غاية الأخلاق عند أرسطو، مجلة الرسالة- الأعداد 862 إلى 865 - 1950م. مناهج الأدلة لابن رشد: تحليل لكتاب ابن رشد "مناهج الأدلة في عقائد الملة"، نشر في أربع مقالات مسلسلة بمجلة الرسالة – الأعداد 866، 867، 869، 870- 1950م. رسالة الآباء والمعلمين، بحث في نمو الطفل التربوي وضرورة توجيهه – ألقي ضمن سلسلة المحاضرات العامة لجامعة القاهرة فرع الخرطوم موسم 59/1960م. الشخصية السودانية: مقوماتها ووسائل تنميتها، بحث في باب دراسات سيكولوجية للمجتمع السوداني، نشر في إحدى عشرة مقالة مسلسلة بجريدة الزمان السودانية من سبتمبر إلى ديسمبر 1959م. العيادة السيكولوجية، باب ردود على مشاكل القراء النفسية – جريدة الزمان السودانية في الفترة من نوفمبر إلى يناير 59/1960م (عشر مجموعات). LA PSYCHOLOGIE PÉNALE: ÉTUDE HISTORIQUE ET EXPÉRIMENTALE DE IA NATURE DES PEINES EDUCATIVE ET CRIMINELLE, ÉDITIONS AL MAAREF, IE CAIRE, 1960. ملخص باللغة الفرنسية للبحث رقم 35 (دار المعارف بمصر 1961م). تدريب الرؤساء على الإدارة، بحث ألقي ضمن سلسلة المحاضرات العامة لفرع جامعة القاهرة بالخرطوم بتاريخ 9/2/1961م في الموسم الثقافي 60/1961م. IMPACT OF ECONOMIC DEVELOPMENT ON NEED-SATISFACTION AND WORK–INCENTIVES, PAPER PRESENTED TO THE CONFERENCE ON "PUBLIC ADMINISTRATION AND ECONOMIC DEVELOPMENT", SPONSORED THE (INSTITUTE OF ADMINISTRATION), THE REPUBLIC OF THE SUDAN IN CO-OPERATION WITH FACULTY OF ECONOMICS AND SOCIAL STUDIES (UNIVERSITY OF KHARTOUM). MARCH 21-24/ 1961. الصراع بين الفنيين والإداريين في جهاز الحكومة: تحليل لنفسية الكادرين الفني والإداري واقتراح لوسائل خلق جو العمل الصحي بالأجهزة الحكومية – مقالان نشرا بجريدة الأهرام المصرية في العددين 27651- 27653 بتاريخ 25، 27/8/1962م. الحالة النفسية لموظف الحكومة: بحث ألقي ضمن سلسلة المحاضرات العامة لجامعة القاهرة فرع الخرطوم بتاريخ 31/1/1963م في الموسم الثقافي 62/1963م. ترقيات موظفي الخدمة العامة وحاجتنا إلى استبدال سجلات الإنتاج وبطاقات المؤهلات بالأقدمية والاختيار، العدد 31 أكتوبر 1963م- من المجلة المصرية للعلوم السياسية. تقوية إدارة التفويض RE-EDUCATING THE WILL-TO-DELEGATE : بحث بالإنجليزية قدم للإدارة العامة بالخرطوم في الفترة من 14 إلى 18 فبراير 1966م بجامعة الخرطوم ومعهد الإدارة. مدى استعداد المسيرية الحمر للاستقرار: قياس الاتجاه النفسي الاجتماعي للاستقرار لدى إحدى قبائل البقارة العرب السودانية (تقرير لمؤسسة التنمية الصناعية بالخرطوم عن مستقبل صناعة الألبان في بابنوسة) – حوليات كلية الآداب – جامعة عين شمس، مجلد 11 1968م. مجتمع الرعاة في رفاعة شرق: تحليل سيكوأنثروبولوجي لظاهرة البداوة – مجلة جامعة أم درمان الإسلامية – العدد الأول – 1968م، (مع ملخص بالإنجليزية). NEED-SATISFACTION AND WORK- INCENTIVES IN ADMINISTRATION بحث قدم لمؤتمر "النمو الاقتصادي والإدارة العامة" الذي عقد بالخرطوم، ونشر في ملخص بمجلة التنمية والإدارة، معهد الإدارة العامة- عدد 2 1966م. KHARTOUM DELINQUENCY IN FIVE YEARS بحث قدم لمؤتمر "مشاكل العاصمة المثلثة" الذي نظمه معهد الإدارة العامة وجامعة الخرطوم (1966م)، ونشر بمجلة المركز القومي للبحوث الاجتماعية والجنائية، العدد الثاني من المجلد الثاني يوليو 1969م. الاعتقاد في أرواح الأسلاف، مختصر دراسة لنظام الكجور الديني في قبائل النوبا المتاخمة لجنوب السودان – كتاب "قراءات في علم النفس الاجتماعي بالبلاد العربية"، الدار القومية للطباعة والنشر – الجزء الثالث - 66/1967م. CULTURAL CONFLICTS WITHIN NUBA PEOPLE: MONOGRAPH ON A POLITICAL ANTHROPOLOGY OF CENTRAL SUDAN. بحث عن الاحتكاكات الحضارية المؤدية إلى الصراع بين قبائل النوبا الوثنية في امتزاجها مع العرب جنوب غرب كردفان – مجلة جامعة القاهرة فرع الخرطوم – العدد الأول – 1970م. طرق اختيار القوى العاملة: بحث قدم لمؤتمر اركويت عن "القوى العاملة والتعليم في السودان، اركويت، من 20 إلى 27 سبتمبر 1986م، ووثيقة الإصلاح الإداري الذي نظمه معهد الإدارة العامة بالتعاون مع أمانة مجلس الوزراء ضمن بحوثه الأساسية تحت رقم 25 (فبراير 1969م). المؤسسات العامة: ضرورتها وأهدافها وهيكلها القانوني: بحث قدم لمؤتمر الإصلاح الإداري السابق ذكره (فبراير 1969م). وثيقة رقم 42. علاقة الهجرة بالبطالة: بحث قدم للمؤتمر الاجتماعي الأول عن "مشكلة العطالة" الذي نظمته جامعة أم درمان الإسلامية في مارس 1969م. العوامل الاقتصادية للبغاء: بحث ميداني بتكليف من محافظة الخرطوم كممثل لمركز البحوث بجامعة أم درمان الإسلامية في التمهيد لمؤتمر دراسة "مشكلة البغاء" أبريل 1969م. وله بحوث أخرى يعسر استقصاؤها قدمها في مؤتمرات جمعيات علم النفس. والدكتور كمال الدسوقي مدرسة في علم الاجتماع والنفس، ويكفي في التدليل على ذلك أنه أشرف على أكثر من ثمانين رسالة للماجستير وللدكتوراه أنجزها باحثون من الجامعات المصرية والعربية.

## نشاطه
انتخب الدكتور كمال محمد دسوقي عضوًا بالمجمع عام 1990م، في المكان الذي خلا بوفاة الأستاذ مصطفى مرعي. وله نشاط ملحوظ في لجان عديدة، منها: لجنة الفلسفة والعلوم الاجتماعية، ولجنة التربية وعلم النفس، ولجنة الاجتماع والأنثروبولوجيا. ومن بحوثه التي نشرها في مجلة المجمع: آنَ أن يسعف تعريبَ التعليم العالي قرارُ تدريس "معجم مصطلحات موحد" في مادة التخصص. (ج 76). تأليف المتون الدراسية مبرمجة بالعربية. (ج 78). الأمانة العلمية والمؤلفات العربية. (ج 81). الولاية والولاء والموالاة في "لسان العرب" وفي السياسة الشرعية. (ج 82). مقررات تعريب التعليم الجامعي في مجال العلوم الإنسانية. (ج 85). اللغة العربية وتنازع الاختصاص بين أهل العلم والتعليم والإعلام. (ج 87). حول مشروع معجم ألفاظ الحياة الاجتماعية. (ج 90). آفتا التنمية اللغوية: النشر الإليكتروني للكتابات، وعولمة الميديا للثقافات، ورقة بحث مؤتمر المجمع للدورة السبعين 2004م.

## جوائز
تقديرًا لجهود الدكتور كمال دسوقي في علم النفس بمصر تشرفت الجمعية المصرية للدراسات النفسية بأن تقدم إليه عام 1987م وثيقة اعتراف بفضله.
وتقديرًا لدوره العلمي والإداري نائبًا لرئيس جامعة الزقازيق، منحه الرئيس محمد حسني مبارك رئيس الجمهورية: وسام الاستحقاق من الطبقة الأولى، 1983م. وسام العلوم والفنون، 1993، 1994م.